# Sybra bipunctulata
Sybra bipunctulata là một loài bọ cánh cứng trong họ Cerambycidae.